# 余卫国
余卫国（1972年9月—），男，汉族，河南商城人，中国共产党党员。中华人民共和国政治人物。现任北京市密云区委书记。